# Sho Fuseya
Sho Fuseya (japanisch 布施谷 翔 Fuseya Sho; * 21. September 2000 in der Präfektur Tokio) ist ein japanischer Fußballspieler.

## Karriere
Sho Fuseya erlernte das Fußballspielen in der Universitätsmannschaft der Kokushikan-Universität. Seinen ersten Vertrag unterschrieb er am 1. Februar 2023 beim FC Machida Zelvia. Der Verein aus Machida spielte in der zweiten Liga, der J2 League. Am Ende der Saison 2023 feierte er mit dem Verein die Meisterschaft und den Aufstieg in die erste Liga. In seiner ersten Profisaison bestritt er drei Spiele im japanischen Pokal. In der Liga kam er nicht zum Einsatz. Am 1. Februar 2024 wechselte er auf Leihbasis nach Toyama zum Drittligisten Kataller Toyama. Am Ende der Saison 2024 belegte er mit dem Verein den dritten Platz und qualifizierte sich für die Aufstiegsspiele. Hier spielte man im Finale gegen Matsumoto Yamaga 2:2-Unentschieden. Da Katallar in der regulären Spielzeit den dritten Platz belegte, stieg man in die zweite Liga auf.